# Thằn lằn Phong Nha-Kẻ Bàng
Thằn lằn Phong Nha-Kẻ Bàng (danh pháp hai phần: Cyrtodactylus phongnhakebangensis), là một loài động vật bò sát được tìm thấy và mô tả ở Vườn quốc gia Phong Nha-Kẻ Bàng của Việt Nam. Nó được một nhóm gồm 3 nhà khoa học Đức và 1 nhà khoa học Việt Nam khám phá năm 2002.

## Mô tả
Thằn lằn Phong Nha-Kẻ Bàng được mô tả có kích thước nhỏ, chiều dài chưa kể đuôi khoảng 7,5 cm, lưng có 4-5 vệt tối hình dạng bất thường chạy ngang

## Phân bổ
Như tên gọi, loài này được tìm thấy ở Vườn quốc gia Phong Nha-Kẻ Bàng của Việt Nam và có lẽ là loài đặc hữu, chưa có tài liệu nào mô tả nó có mặt ở nơi khác.